# Pachydactylus gaiasensis
Espèce
Synonymes
- Pachydactylus oreophilus gaiasensis Steyn & Mitchell, 1967

Pachydactylus gaiasensis est une espèce de geckos de la famille des Gekkonidae.

## Systématique
L'espèce Pachydactylus gaiasensis a été décrite en 1967 par Willem Johannes Steyn (d) et A. J. L. Mitchell (d).

## Répartition
Cette espèce est endémique de Namibie.

## Étymologie
Son nom d'espèce, composé de gaias et du suffixe latin -ensis, « qui vit dans, qui habite », lui a été donné en référence au lieu de sa découverte, Gaias.

## Publication originale
- Steyn & Mitchell, 1967 : « Two new geckos (Pachydactylus serval sansteyni ssp. nov., Pachydactylus oreophilus gaiasensis ssp. nov.) from South West Africa ».  Cimbebasia, vol. 21, p. 9-21 (texte intégral).